# Veronica melissifolia
Veronica melissifolia är en grobladsväxtart som beskrevs av Poiret. Veronica melissifolia ingår i släktet veronikor, och familjen grobladsväxter. Inga underarter finns listade i Catalogue of Life.